# TeddyLoid
TeddyLoid（テディロイド、1989年8月23日 - ）は、日本のエレクトロニック・ダンス・ミュージック・ソロ・ユニット、男性音楽プロデューサー、DJ、作詞家、作曲家、編曲家、リミックス・エンジニア。
静岡県浜松市出身。主にフレンチ・エレクトロをバックボーンに持つが、その音楽性は幅広い。世界的に活動する日本人の音楽家である。

## 人物
両親の勧めで、2歳よりエレクトーンを始め、小学校3年生よりコンピュータにて作曲を行なっていた。両親がザ・ロカッツとの親交があったため、幼少期よりロカビリーを聞いて育った。
2009年現在、作曲・編曲・レコーディング・ミキシングなど、制作は主に自身のプライベートスタジオにて行っており、雑誌のインタビューにて「僕はすべてがコンピュータの延長線上、モニターを眺めていることが多い」と答えている。使用しているDAWは、独Ableton社製Ableton Live。
俳優の水嶋ヒロは、『BiDaN』2008年11月号の自身のコーナーにて、TeddyLoidのことを紹介しており、「今後、日本のトップに行く男だと思う!」と評価した。
音楽の情報以外は不明な点が多いが、雑誌の企画「若手俳優6人 華麗なるプライベート交遊録」内にて木村拓哉や小栗旬と並び友人関係を紹介された。
テレビアニメ『Panty & Stocking with Garterbelt』第22話にてキャラクターとして登場した。
音楽ユニットSOUL'd OUTのLIVE DJを2010年からグループ解散まで担当。
2011年、柴咲コウ、DECO*27と共にユニット「galaxias!」を結成。
2016年、Spotifyにて、日本以外の海外で最も再生された日本人アーティスト、第5位に選ばれる（1位 RADWIMPS、2位 BABYMETAL、3位 ONE OK ROCK、4位 ピコ太郎、5位 TeddyLoid）。
2022年より、プロデューサー・タッグGiga & TeddyLoidを始動。

## 来歴
- 2008年
  - 3月 - MyspaceにてJustice、DatAやカニエ・ウェストのリミックスを発表し、万単位の再生数を達成。Myspace内のインディーズトップチャートのランキング1位、エレクトロチャートのランキング1位を獲得。
  - 5月 - ワールドツアー「THIS IZ THE JAPANESE KABUKI ROCK TOUR 2008」出演。雅-miyavi-のワールドツアーに、メインDJ・サウンドプロデューサーとして出演。アメリカ、チリ、ブラジル、ドイツ、オランダ、スペイン、イギリス、スウェーデン、フィンランド、フランス、台湾、韓国、中国、日本、13か国をまわるワールドツアーとなった。
  - 7月5日 - フランス、パリで行われた「JAPAN EXPO 2008」出演。
  - 8月23日 - 「METAMORPHOSE | メタモルフォーゼ 08」に、電子打楽器奏者MASAKingとのデュオとして出演。自身の誕生日でもある8月23日に、史上最年少での出演となった。
  - 12月24日 - ユニバーサルJより『雅-miyavi- Remixx album 【Room No.382】 Remixed by TeddyLoid』発売。
- 2009年
  - 8月24日 - プロフェッショナルDJツール「NextBeat」の製品発表会にて演奏を披露。TeddyLoidについても各種報道機関で取り上げられる。
  - 8月29日 - 電気グルーヴの石野卓球が主催する屋内レイブ「WIRE09」に出演。横浜アリーナで行われた。
  - 10月7日 - Diggy-MO'（SOUL'd OUT）の曲「La La FUN」をリミックス。ライブ・アルバム『Diggy-MO'Live Tour 2009 "WHO THE Fxxx IS JUVE?" ＋ Remixies』に「La La FUN (TeddyLoid Remix)」を収録。リリースを記念した「RELEASE SPECIAL INSTORE LIVE TOUR」にもDJとして参加した。全国8箇所。
  - 12月22日 - m-floの10周年イベント『m-flo loves（R） TOKYO “10YR SPECIAL PARTY”』が新木場ageHaで行われた際、LIVE SETにて出演。
  - 12月23日 - ☆Taku Takahashi (m-flo) の新レーベル「TCY Recordings」第0弾レーベルサンプラーEP『TCY Recordings Sampler Vol.0』に新曲「Another Day」が収録され、発売された。
- 2010年
  - 1月11日 - 成人を迎える。その際、自身のブログより「2010年、TeddyLoidは成人を迎えました。コンピュータの前から、僕は遙か彼方の地球へメッセージを書き残し、戦います」とコメント。ニュースサイトにも掲載された。
  - 2月9日 - OVERTHRILLが開催したリミックス・コンテストにおいて、世界5位を獲得。
  - 5月8日 - 新木場STUDIO COAST・ageHaで行われたスティーヴ・アオキ、A-Trakの来日公演にてDJ SETで出演。
  - 5月21日 - 代官山 AIRで行われた、☆Taku（m-flo）が主宰するイベント「TACHYTELIC」にて、フランスから来日したDaft Punk率いる「Daft Crew」のDJ FALCONと共演。
  - 7月7日 - 音楽番組『NEXPERIENCE』に出演。80kidzも出演した。
  - 7月24日 - 音楽フェスティバルTOKAI SUMMIT'10に出演したDiggy-MO'のLIVE DJを担当。
  - 8月 - ラトビア共和国のラップアーティスト「GACHO」のリミックスを制作。ラトビアサッカーのオフィシャルテーマソングとして採用される。
  - 8月・9月 - Diggy-MO' 「LIVE TOUR 2010“Put your TROUSERS on”」にLIVE DJとして出演。全国11箇所のツアーとなった。
  - 11月5日 - Fantastic Plastic Machine 15th Anniversary Party 「FPM15」にDJ SETにて出演。
  - 11月21日 - 横浜アリーナにて開催された音楽フェスティバル「BEAT CONNECTION 2010」にてSOUL'd OUTのLIVE DJを担当。
  - 2010年12月29日 - TeddyLoidがBGMを担当しているテレビアニメ『パンティ&ストッキングwithガーターベルト』のサウンドトラックがflying DOGより発売。
- 2011年
  - 1月10日 - TeddyLoidがアルバム中8曲を作曲・制作担当している『パンティ&ストッキングwithガーターベルト』のサウンドトラックがオリコン・週間アルバムランキングで第10位を記録。
  - 1月11日 - Norihito Ogawa・Fxxk The Hype (TeddyLoid Death Remix) がWASABEAT TOP SALES ランキングで4週間連続で第1位を記録。
  - 2月 - 柴咲コウが出演したUstream番組『柴咲無形魂 音楽編』に出演。
  - 2月2日 - 宇川直宏が主宰するUstream番組『DOMMUNE』にDJ SETで出演。
  - 2月9日 - 柴咲コウの20枚目のシングル『無形スピリット』に参加。3曲目に収録されている「無形スピリット-Mugen Loop Remix」を手掛けた。
  - 2月26日 - 秋葉原MOGRAで行われた『パンティ&ストッキングwithガーターベルト』をモチーフにしたイベント『No Pan Night』にメインアクトとして出演。
  - 4月 - 2MC＋Trackmasterのスリーピース音楽ユニット「SOUL'd OUT」の復活ライブツアー「SOUL'd OUT LIVE TOUR 2011“neck n' neck SO long”」にLIVE DJにて出演。日本6箇所のジャパンツアーとなった。
  - 4月20日 - THE SUITBOYS a.k.a☆Taku Takahashi (m-flo) のミックスCD「After 5 vol. 1」に「TeddyLoid - FlyAway (Taku Edit)」が収録された。
  - 4月27日 - SOUL'd OUTの18thシングル『and 7』のカップリング曲「カーテンコール」にターンテーブルの音を提供。
  - 5月4日 - 渋谷WOWBで行われたイベント「D-CITY ROXX」にメインアクトとして出演。『パンティ&ストッキングwithガーターベルト』のサウンドトラックを中心としたLIVE SETを披露した。
  - 5月25日 - the GazettEの19thシングル「VORTEX」にてターンテーブル & シンセサイザーを担当。
  - 2011年6月22日 - TVアニメ『Angel Beats!』のオープニングテーマソング「My Soul,Your Beats!」をTeddyLoidがリミックス、「Lia」のリミックスアルバム『enigmatic LIA4 -Anthemical Keyworlds-』に収録された。『パンティ&ストッキングwithガーターベルト』のサウンドトラック第二弾『Panty & Stocking with Garterbelt THE WORST ALBUM by TeddyLoid』がflying DOGより発売。オリコン・デイリーアルバムランキングで第9位を記録。
  - 8月31日 - 新木場STUDIO COASTで行われたイベント「No Pan Night “2nd Heaven”」にメインアクトとして出演。
  - 9月7日 - TeddyLoidと親交の深い、Kiyoshi Sugoの1st ALBUM『Ao Akua』に収録された「On And On feat. TeddyLoid」にて共同プロデュース、作詞、ボーカルにて参加している。
  - 10月4日 - 柴咲コウ、DECO*27と共に新プロジェクト「galaxias!」を発足[6][7]。
  - 10月5日 - the GazettEの5thアルバム『TOXIC』に参加、初回盤のスペシャルアートブックにライナーノーツを提供。日本クラウンから発売されたコンピレーションアルバム『I♥TOKYO〜FOR ANIME MUSIC LOVERS』にてテレビアニメ『少女革命ウテナ』のエンディング曲「truth」をカバー。
  - 11月22日 - 柴咲コウ、DECO*27との音楽ユニット「galaxias!」として東京・渋谷「VISION」でシークレットライブを行った。
  - 11月28日 - 日本武道館で行われた柴咲コウのツアーファイナルにgalaxias!として出演、TeddyLoidにとっても初の武道館での演奏となった[8]。
  - 12月28日 - 幕張メッセで行われたrockin'on presents COUNTDOWN JAPAN 11/12に galaxias!として出演。
- 2012年
  - 4月29日 - Club Asiaで行われた夜★スタにて、「植松伸夫」が率いるバンド「EARTHBOUND PAPAS」と共演。
  - 6月3日 - 幕張メッセで行われたニコニコ超パーティーLastNight 〜2×0〜に galaxias!として出演。
  - 7月21日 - WOMBで行われた☆Taku Takahashi presents INTERGALACTICにて☆Taku、中田ヤスタカと共にヘッドライナーを務める。DJ SETにて出演。
  - 8月18日 - 幕張メッセで行われた「サマーソニック 2012」に出演。
  - 11月17日 - グリーンドーム前橋で行われた「GUN☆MASTAR FES. 」のドームステージに出演。
  - 12月30日 - 幕張メッセで行われた「COUNTDOWN JAPAN」に「初音ミク×TeddyLoid」で出演。自身がリミックスした楽曲と新たにプロデュースを行った新曲で構成されたライブセットが披露された[9]。
- 2013年
  - 1月1日 - 幕張メッセで行われた「COUNTDOWN JAPAN 」に「初音ミク×TeddyLoid」で出演[10][11]。
  - 4月13日・14日 - 西武ドームで行われた「ももいろクローバーZ 春の一大事 2013 西武ドーム大会～星を継ぐもも vol.1/vol.2 Peach for the Stars～」にてOP曲を制作、DJとしてゲスト出演[12]。
  - 8月23日 - 自身のオフィシャルサイトをリニューアルし、TeddyLoid第一章『Reactivation Ship』を経て、第二章『BLACK MOON RISING』を発表。
- 2014年
  - 2月15日 - 静岡県浜松市が主催するワークショップ「楽×学 in はままつ」に牧村憲一と共に音楽プロデューサーとして出演。
  - 9月27日 - ダンス・ミュージック・フェス、ウルトラ・ミュージック・フェスティバルの日本上陸第1回 “ULTRA JAPAN 2014” にDJ SETにて出演。
- 2015年
  - 2月18日 - CAPSULEの特別番組「『WAVE RUNNER』完成記念打ち上げ～屋形船から生中継 “ナカタブネ” スペシャル～」出演。
  - 10月31日 - ハロウィンの0時から１時までの60分、オフィシャルとして渋谷スクランブル交差点の街頭ヴィジョンをDJ SETでジャック放送した。
  - 11月5日 - JAPAN BEATBOX CHAMPIONSHIP2015にて審査員として登壇。
  - 12月31日 - ユニバーサル・スタジオ・ジャパンにて行われたカウントダウン・パーティー “UNIVERSAL COUNTDOWN PARTY 2016” に出演。
- 2016年
  - 3月4日 - シドニー、ブリスベン、パースの3箇所でのオーストラリアツアーを行う。各地のクラブでの出演。
  - 7月3日 - ロサンゼルス・コンベンションセンターにて催される、アニメ〜ジャパン・カルチャーの祭典、ANIME EXPO 2016に出演。TeddyLoidのライブは来場者数多数のため、入場規制がかかった。
  - 8月7日 - マカオのClub Cubicで行われたULTRA JAPAN COUNTDOWN TOURに出演。
  - 9月2日 - 中国のクラブM2で行われたULTRA JAPAN COUNTDOWN TOURに出演。
  - 10月1日 - 金沢で行われた中田ヤスタカプロデュースによる音楽フェス『OTONOKO』のメインステージに出演。
  - 10月7日 - ニューヨークで行われたニューヨーク・コミコン 2016に出演。
  - 10月20日 - グランドハイアット東京で上演された「The Land of the Rising Sun」の音楽を担当。
- 2017年
  - USAを中心に、およそ13箇所のワールドツアーを行う。
  - 7月3日 - ANIME EXPO 2017に出演。メインコンサートホールにて、およそ8000人の前でDJプレイを行なった。
  - 7月7日 - テレビアニメ『18if』のOP主題歌 TeddyLoid「Red Doors feat. 米良美一」を担当。
  - 9月16日 - ULTRA JAPAN 2017に出演。ゲストとしてKダブシャインも登場。
  - 12月15日 - 「もののけ姫 2018 feat. 米良美一」を配信開始。12月31日、第1回ももいろ歌合戦に米良美一と出演し披露した。
- 2018年9月17日 - ULTRA JAPAN 2018に出演。
- 2019年12月27日 - 「ミュージックステーションウルトラSUPERLIVE」に出演したHIKAKIN&SEIKIN「夢」のLIVE DJを担当。同曲のサウンドプロデュースも行っている。
- 2020年1月1日 - 所属事務所を退所し、「Delta Networks Studio」として独立を発表、自身のウェブサイトもリニューアルされた。新しい地図のメンバーである稲垣吾郎、草彅剛、香取慎吾のレギュラー番組「7.2 新しい別の窓 #22」にゲスト出演する。
- 2021年
  - 4月25日 - Kizuna AIによる、Virtual US Tourのロサンゼルス公演「Kizuna AI Virtual US Tour DAY1 “Virtual Live From LA”」にゲストDJとして出演。
  - 4月27日 - Giga、DECO*27と共にプロデュースをした「Ado - 踊」 はiTunes Japanにてランキング1位を獲得、YouTubeにアップロードされたミュージックビデオは投稿後2時間で100万回再生を叩き出し、3週間後には2000万再生を突破。

- 2022年7月7日 - 音楽ゲーム「Arcaea」にDELTAとの合作で、書き下ろし楽曲「Defection」が収録。ジャケットは美和野らぐ。

## 楽曲提供

### プロデュース
- Ado
  - 踊（2021年4月27日）
  - 唱（2023年9月6日）
- HIKAKIN&SEIKIN
  - YouTubeテーマソング（2015年8月14日）
  - 雑草（2017年10月19日）
  - 今（2018年11月9日）
  - 夢（2019年11月29日）
  - 光（2020年12月24日）
  - FIRE（2021年8月20日）
  - YouTubeテーマソング2（2025年8月14日）
- ゆず
  - 恋、弾けました。（2017年10月13日）
  - 聞こエール（2018年4月4日）
  - 通りゃんせ（2018年4月4日）
  - マスカット（2018年8月1日）
    - テレビ朝日系アニメ『クレヨンしんちゃん』 16代目オープニングテーマ

  - 奇々怪界-KIKIKAIKAI-（2021年11月10日）
  - ビューティフル（2023年8月23日）
  - Overture -harmonics-（2024年7月31日）
  - 図鑑（2024年7月31日）
  - Interlude -harmonies-（2024年7月31日）
  - flowers（2024年12月27日）
- 香取慎吾
  - Prologue (feat.TeddyLoid&たなか)（2019年11月22日）
    - 1曲目に収録されているアルバム『20200101』が[13]、1月13日付のオリコン週間アルバムランキングで週間売上2万8千枚を記録、1位を獲得[14]。
- i☆Ris
  - Let you know!（2023年8月23日）[15]
- BPM15Q
  - 共有夢/ Kyo You Mu （2022年4月20日）
  - Pachim （2022年9月7日）
  - Re - BPM15Q (2023年1月18日）
  - LaRiLaRu（2023年2月22日）
  - Who are you...?（2023年12月20日）
  - RAD RAD（2024年3月13日）
- ヒプノシスマイク
  - Reason to FIGHT（2021年3月24日）
  - Viva la liberty（2023年8月23日）
- にじさんじ
  - PALETTE 003 - Virtual Strike（2021年5月28日）
- アイドリッシュセブン - TRIGGER
  - VALIANT（2021年6月23日）
- 内田真礼
  - ダストテイル (2023年1月25日)
- DAOKO
  - もしも僕らがGAMEの主役で / ダイスキ with TeddyLoid / BANG! ダイスキ with TeddyLoid（2016年9月14日）
- ミームトーキョー
  - THE STRUGGLE IS REAL（2021年8月25日）
- KOHH
  - DIRT Ⅱ 1. Intro、2. Die Young（2016年6月17日）
- XAI
  - WHITE OUT Feeling Alive（2017年11月22日）
- Yun*chi
  - Starlight*  2. Continue...*（2014年7月2日）
- MEG
  - CONTINUE  8. KISS OR BITE (album ver.)、11. A BATTLE OF PARADOX（2013年12月4日）
- TEMPURA KIDZ
  - たべちゃいたいの（2013年11月13日）
- IA × SUPER GT
  - CiRCUiT BEATS SUPER GT 20th ANNIVERSARY  06. Over Drive / TeddyLoid（2013年10月30日）
- MADEMOISELLE YULIA
  - WHATEVER HARAJUKU 11. UFO feat.VERBAL（2013年9月18日）
- MEG ZOMBIES
  - KISS OR BITE（2013年6月5日）
- Kiyoshi Sugo
  - Ao Akua 10.On And On feat. TeddyLoid（2011年9月7日）（共同プロデュース、作詞、ボーカルにて参加）
- 伊瀬茉莉也
  - Milky Way（2011年6月22日）
    - 『Panty & Stocking with Garterbelt THE WORST ALBUM』収録）
- SAWA
  - Welcome to Sa-World 11.Planet-T（2010年7月7日）
- MASAKing
  - 千変万化（2009年5月13日）
- 雅-miyavi-
  - 雅-miyavi- Remixx album 【Room No.382】 Remixed by TeddyLoid（2008年12月24日）
- ASCA
  - 「Wings to fly feat.足立佳奈, MaRuRi, mizuki」（アルバム『百希夜行』に収録。作曲、編曲。作詞はASCAと共同）
- meiyo
  - 「ねぇよな」（2022年9月26日）
- すとぷり
  - Ride on Time（2022年8月1日）
  - Jumper!（2022年12月11日）
  - ゆらゆら（2023年7月30日）
  - AIMAI（2024年9月29日）
- 莉犬（すとぷり）
  - Midnight Tempo（2023年7月22日）
- KnightA-騎士A-
  - Sweet Trap（2022年8月3日）
- P丸様。
  - Magical Word（2021年9月30日）
  - ときめきちゅるぴかきゅるるらった（2022年9月28日）
  - ずっ恋（2024年5月8日）
- Kizuna AI
  - melty world（2018年11月30日）
- sumika
  - Babel（2021年11月3日）
- 東京電脳 from電音部
  - DIVE（2023年11月26日）
- いれいす
  - Clutch（2023年11月12日）
- XYZ
  - Chained Trap（2023年3月1日）
- 満島ひかり
  - ロゼ (Prod.TeddyLoid)（2024年6月5日）- プロデュース・作曲・編曲（作編曲はAdd108と共同）、劇場アニメ『コードギアス 奪還のロゼ』エンディングテーマ[16]

### 作詞・作曲
- 天音かなた
  - きゅーぴっど。（2025年4月23日）[17][18]

### 編曲
- 松平健
  - マツケンEDM（2022年8月12日、作詞・作曲：菊池俊輔、前山田健一）
- mzsrz
  - ノイズキャンセリング（2021年4月21日、作詞・作曲：DECO*27）
- 浦島坂田船
  - Boohoo（2021年3月18日、作詞・作曲：DECO*27）
  - アンコール（2022年6月10日、作詞・作曲：DECO*27）
- ももいろクローバーZ
  - Neo STARGATE（2013年3月13日、作詞：森由里子、作曲：大隅知宇）
  - KONOYUBi TOMALe（2014年12月24日、作詞・作曲：所ジョージ）
- SOUL'd OUT
  - VELVET ROMANCE（2012年4月25日、Shinnosuke、Diggy-MO'と共同）
  - Sticky69（2013年12月18日）
- May'n
  - B.H.U.（2021年11月24日、作詞：May'n）
- 虹ヶ咲学園スクールアイドル同好会
  - VIVID WORLD（2020年12月16日、作詞：Ayaka Miyake、作曲：Luis Ogata）- テレビアニメ『ラブライブ！虹ヶ咲学園スクールアイドル同好会』第9話（第1期）挿入歌。歌は朝香果林（久保田未夢。）
  - stars we chase（2022年6月22日）（作曲・編曲）- テレビアニメ『ラブライブ！虹ヶ咲学園スクールアイドル同好会』（第2期）第9話挿入歌。歌はミア・テイラー（内田秀）。
  - 「Stellar Stream」（2024年9月25日）（kzとの共同作曲、編曲）- アニメ映画『ラブライブ！虹ヶ咲学園スクールアイドル同好会 完結編 第1章』挿入歌。歌は上原歩夢（大西亜玖璃）。

### リミックス
| 発売日         | アーティスト                | タイトル                                                                          | 曲名                                                                   |
| -------------- | --------------------------- | --------------------------------------------------------------------------------- | ---------------------------------------------------------------------- |
| 2023年8月23日  | i☆Ris                       | Let you know!/あっぱれ!馬鹿騒ぎ                                                   | Queens Bluff -TeddyLoid Remix-                                         |
| 2022年4月27日  | FLOW                        | GOLD                                                                              | GO!!! -TeddyLoid Remix-                                                |
| 2022年3月14日  | 765 MILLIONSTARS            | THE IDOLM@STER LIVE THE@TER HARMONY Remix 01 Remixed by TeddyLoid feat. tofubeats | 全曲                                                                   |
| 2022年1月26日  | 工藤晴香                    | KDHRemix                                                                          | Don't Stop KDHR DJ Mixed by TeddyLoid KEEP THE FAITH [TeddyLoid Remix] |
| 2021年8月6日   | K:ream                      | Precious (TeddyLoid Remix)                                                        | Precious (TeddyLoid Remix)                                             |
| 2021年3月26日  | Ado                         | 夜のピエロ                                                                        | 夜のピエロ (TeddyLoid Remix)                                           |
| 2021年3月26日  | DECO*27                     | ヴァンパイア feat. 初音ミク (TeddyLoid Remix)                                     | ヴァンパイア feat. 初音ミク (TeddyLoid Remix)                          |
| 2021年1月23日  | 765 MILLIONSTARS            | THE IDOLM@STER LIVE THE@TER PERFORMANCE Remix 01 Remixed by TeddyLoid             | 全曲                                                                   |
| 2020年10月3日  | ヒプノシスマイク            | HYPSTER’S LIMITED                                                                 | ヒプノシスマイク(D.R.B vs D.B.A)＋ HYPSTER MASHUP by TeddyLoid         |
| 2020年4月16日  | DECO*27                     | 乙女解剖 feat. 初音ミク (TeddyLoid Alllies Remix)                                 | 乙女解剖 feat. 初音ミク (TeddyLoid Alllies Remix)                      |
| 2019年8月1日   | 感覚ピエロ                  | O･P･P･A･I Remixes                                                                 | O･P･P･A･I (TeddyLoid remix)                                            |
| 2019年3月29日  | もえ・すなお from STAR☆ANIS | AIKATSU! ANION "NOT ODAYAKA" Remix                                                | 硝子ドール [TeddyLoid Remix]                                           |
| 2019年3月6日   | MONKEY MAJIK                | COLLABOLATED                                                                      | ウマーベラス -TeddyLoid remix-                                         |
| 2019年1月16日  | m-flo loves 安室奈美恵      | BACK2THEFUTUREEP1                                                                 | Luvotomy (TeddyLoid Remix)                                             |
| 2018年12月20日 | Kentaro Nishida             | Cassette                                                                          | Sky Cruising (TeddyLoid Remix)                                         |
| 2018年11月27日 | 高橋洋子                    | SILENT PLANET - INFINITY                                                          | 魂のルフラン (TeddyLoid 2014 Remix)                                    |
| 2018年3月27日  | 倖田來未                    | Driving Hit's 8                                                                   | real Emotion (TeddyLoid Remix) GOT ME GOING' (TeddyLoid Remix)         |
| 2017年11月22日 | Hilcrhyme                   | 涙の種、幸せの花                                                                  | 恋の炎 [TeddyLoid Remix]                                               |
| 2017年3月17日  | BiSH                        | SILENT PLANET 2 EP vol.4 feat. アイナ・ジ・エンド（BiSH）                         | MONSTERS (TeddyLoid Remix)                                             |
| 2017年2月10日  | Crossfaith                  | New Age Warriors Remix                                                            | Rx Overdrive(TeddyLoid Remix)                                          |
| 2016年12月16日 | TETSUYA                     | 愛されんだぁ I Surrender                                                          | Make a Wish TeddyLoid Remix                                            |
| 2016年12月16日 | banvox                      | Occasion - Single                                                                 | Occasion (TeddyLoid Remix)                                             |
| 2016年10月5日  | 中田ヤスタカ                | NANIMONO EP                                                                       | NANIMONO (feat.米津玄師) -TeddyLoid remix-                             |
| 2016年9月16日  | ももいろクローバーZ         | Re:MOMOIRO CLOVER Z                                                               | 全曲                                                                   |
| 2016年9月14日  | ムック                      | CLASSIC                                                                           | ハイデ -TeddyLoid Remix-                                               |
| 2015年8月12日  | HIKAKIN & SEIKIN            | YouTubeテーマソング                                                               | YouTubeテーマソング（TeddyLoid Acoustic Remix）                        |
| 2015年7月1日   | Kis-My-Ft2                  | KIS-MY-WORLD                                                                      | Tell me why -Remix by TeddyLoid-                                       |
| 2015年7月1日   | GACKT                       | GACKTRACKS -ULTRA DJ ReMIX-                                                       | JESUS（TeddyLoid ReMIX）                                               |
| 2015年5月20日  | LIL KOHH                    | KOHH Complete Collection 2                                                        | Young Forever (TeddyLoid Remix)                                        |
| 2014年11月9日  | Kiyoshi Sugo                | Knocking On Your Door -Don’t Wait-                                                | Knocking On Your Door (TeddyLoid “2008″ Ally Remix)                    |
| 2014年11月5日  | GEEKS                       | ALKALOID                                                                          | VERMIN KILLER (TeddyLoid Reworked Mix)                                 |
| 2014年3月5日   | Livetune                    | DECORATOR EP                                                                      | DECORATOR (TeddyLoid remix)                                            |
| 2013年12月11日 | ZORO                        | 妄想日記                                                                          | POLICE (TeddyLoid Remix)                                               |
| 2013年1月30日  | じん(自然の敵P)             | IA/02-COLOR-                                                                      | WORLD CALLING (TeddyLoid Remix)                                        |
| 2012年7月11日  | LIL                         | L2                                                                                | 99 [TeddyLoid Remix]                                                   |
| 2012年4月25日  | SOUL'd OUT                  | SUPERFEEL                                                                         | SUPERFEEL (TeddyLoid Remix)                                            |
| 2012年4月25日  | SOUL'd OUT                  | Curtain Call                                                                      | Curtain Call (TeddyLoid Remix)                                         |
| 2012年3月14日  | 倖田來未                    | Butterfly                                                                         | Butterfly (TeddyLoid Remix)                                            |
| 2012年3月14日  | 倖田來未                    | Poppin' love cocktail feat. TEEDA                                                 | Poppin' love cocktail feat. TEEDA (TeddyLoid Remix)                    |
| 2011年12月7日  | DECO*27                     | エゴママ / 恋距離遠愛                                                             | ライトラグ (TeddyLoid Fireworks Remix)                                 |
| 2011年10月19日 | Usagi Maison                | Mrs. Flyhigh feat. Dominika                                                       | Mrs. Flyhigh feat. Dominika (TeddyLoid Air Force Remix)                |
| 2011年6月22日  | Lia                         | enigmatic LIA4 -Anthemical Keyworlds-                                             | My Soul,Your Beats! (TeddyLoid Remix)                                  |
| 2011年4月27日  | ロンドン・エレクトリシティ  | YIKES!                                                                            | ロンドンは夜8時 [LON 8PM <-> TYO 4AM] featuring AMWE (TeddyLoid Remix) |
| 2011年2月9日   | 柴咲コウ                    | 無形スピリット                                                                    | 無形スピリット -Mugen Loop Remix-                                      |
| 2011年1月4日   | Norihito Ogawa              | Fxxk The Hype                                                                     | Fxxk The Hype (TeddyLoid Death Remix)                                  |
| 2010年8月      | GACHO                       | Mans Lielais Singls                                                               | Mans Lielais Singls (Teddyloid Remix)                                  |
| 2010年8月12日  | V!V                         | Circle of Feast                                                                   | Circle of Feast (TeddyLoid Part 2 Remix)                               |
| 2009年10月7日  | Diggy-MO'                   | Diggy-MO' Live Tour 2009 “WHO THE Fxxx IS JUVE？”＋ Remixies                      | La La FUN (TeddyLoid Remix)                                            |
| 2009年9月23日  | LIL                         | MOSHI MOSHI RADIO                                                                 | "MOSHI MOSHI" RADIO (TeddyLoid Remix)                                  |
| 2008年12月25日 | 雅-miyavi-                  | 雅-miyavi- Remixx album 【Room No.382】 Remixed by TeddyLoid                      | 全曲                                                                   |

### アンオフィシャルリミックス
| 公開日         | アーティスト    | タイトル              | 曲名                                            |
| -------------- | --------------- | --------------------- | ----------------------------------------------- |
| 2009年6月26日  | Michael Jackson | Remember the Time     | Remember the Time（TeddyLoid "FOR EVER" Remix） |
| 2009年3月12日  | Space Cowboy    | Talking in your sleep | Talking in your sleep (TeddyLoid Remix)         |
| 2008年10月27日 | Kanye West      | Love Lockdown         | Love Lockdown (TeddyLoid Remix)                 |
| 2008年10月15日 | DatA            | Rapture EP            | Rapture (TeddyLoid Remix)                       |
| 2007年         | Justice         | D.A.N.C.E.            | D.A.N.C.E. (TeddyLoid Remix)                    |

### コンピレーション
| 発売日         | レーベル             | タイトル                                                                  | 曲名 |
| -------------- | -------------------- | ------------------------------------------------------------------------- | --- |
| 2022年10月26日 | フロンティアワークス | 「PHANTASY STAR ONLINE 2」キャラクターソングCD～Song Festival～BEST Vol.2 | Thank you (Memorial ver.)                                                                                    |
| 2021年10月27日 | アニプレックス       | Fate/Apocrypha Original Soundtrack                                        | Fate/Apocrypha Medley (TeddyLoid Destiny Remix)                                                              |
| 2012年5月23日  | V.A.                 | 続ファミ・コンピ                                                          | 9. じゃじゃ丸の大冒険,13. クォース QUARTH                                                                    |
| 2012年2月22日  | TCY Recordings       | ☆Taku Takahashi presents TCY Rec Special Pack Vol.4                       | 1. TeddyLoid - Take A Look (Original Mix)                                                                    |
| 2011年10月26日 | V.A.                 | ファミ・コンピ                                                            | 1. オープニング ～ファミ・コンピのテーマ～,8. けっきょく南極大冒険,20. エンディング ～ファミ・コンピマーチ～ |
| 2011年10月05日 | 日本クラウン         | I♥TOKYO〜FOR ANIME MUSIC LOVERS                                           | 5. truth（少女革命ウテナ） Teddyloid×Julie Watai                                                             |
| 2009年12月23日 | TCY Recordings       | TCY Recordings Sampler Vol.0                                              | TeddyLoid - Another Day                                                                                      |

## ディスコグラフィー

### アルバム
1. BLACK MOON RISING（2014年8月27日、キングレコード、EVIL LINE RECORDS）
2. Re:MOMOIRO CLOVER Z（2015年9月16日、同上）
3. SILENT PLANET（2015年12月2日、同上）
4. SILENT PLANET: RELOADED（2018年11月14日、同上）
5. SILENT PLANET: INFINITY（2018年11月28日、同上）

### EP
1. SILENT PLANET 2 EP Vol.1 feat. KOHH（2016年7月28日、キングレコード）
2. SILENT PLANET 2 EP Vol.2 feat. ボンジュール鈴木（2016年9月16日、同上）
3. SILENT PLANET 2 EP vol.3 feat. ちやんみな（2016年11月4日、同上）
4. SILENT PLANET 2 EP vol.4 feat. アイナ・ジ・エンド（BiSH）（2017年3月17日、同上）
5. SILENT PLANET 2 EP vol.5 feat. IA（2017年11月24日、同上）
6. SILENT PLANET 2 EP vol.6 feat. 米良美一（2017年12月15日、同上）

「Invisible Lovers feat. IA」がNHKの音楽番組『J-MELO』のエンディングテーマに起用。

### シングル
1. Another Day（2010年6月23日、TCY Recordings）
2. Take A Look（2012年3月07日、TCY Recordings）
3. UNDER THE BLACK MOON（2014年8月27日、キングレコード）
4. Pipo Password（2016年6月22日、FlyingDog）TeddyLoid feat.ボンジュール鈴木

### 配信限定シングル
| 発売日         | タイトル                                                                                                  | レーベル          |
| -------------- | --- | ----------------- |
| 2014年12月22日 | ME!ME!ME!                                                                                                 | キングレコード    |
| 2017年7月8日   | Red Doors feat. 米良美一                                                                                  | キングレコード    |
| 2017年7月15日  | Break The Doors feat. アイナ・ジ・エンド (BiSH)                                                           | キングレコード    |
| 2017年9月16日  | Salvation                                                                                                 | キングレコード    |
| 2017年9月23日  | 白鳥は眠るfeat.米良美一                                                                                   | キングレコード    |
| 2022年9月14日  | デスぺレート feat. LOLUET / TeddyLoid & Giga                                                              | Sony Music Labels |
| 2023年12月24日 | マツケンサンバⅡ×行くぜっ！怪盗少女 -TeddyLoid ULTRA MASHUP ver.- / 松平健・TeddyLoid・ももいろクローバーZ | キングレコード    |

### BLACK MOON RISING
自身のオフィシャルサイトにてフリーダウンロードにて配信されていた楽曲。
1. BLACK MOON RISING（2013年8月23日）
2. BLACK MOON RISING Pt.1（2013年9月24日）
3. BLACK MOON RISING Pt.2 (OLD SKOOL FRENCH ELECTRO MIX)（2013年10月31日）
4. BLACK MOON RISING Pt.3 (STAND UP, PEOPLE)（2013年11月29日）
5. Fly Away To The Black Moon（2014年1月1日）
6. BLACK MOON RISING Pt.4（2014年1月31日）
7. BLACK MOON RISING Pt.5（2014年2月28日）
8. BLACK MOON RISING Pt.6（2014年3月29日）

### 未発売曲
MySpaceにて発表された曲。
1. Reactivation（2008年1月1日）
2. Therefore（2008年2月1日）
3. FINAL FLASH（2008年3月1日）
4. Reactivation Part.2（2008年12月24日）
5. Reactivation Story（2009年5月25日）

## サウンドトラック

### テレビアニメ
- 『パンティ&ストッキングwithガーターベルト』（2010年、GAINAX）
  - 2011年01月10日付のオリコン週間アルバムランキングで10位を記録。アルバムに収録された、TeddyLoid - Fly AwayがiTunes Store、アニメソングチャート第1位を記録。Youtubeでは同曲のプレビュー数が2万回を超え、2010年12月4週目には「お気に入り登録数の多い動画」として「人気の動画」トップに選出された。年内に3万枚を売上、2011年のアニメサウンドトラック年間売り上げ第3位となった。2011年6月22日にはサウンドトラック第二弾 『Panty & Stocking with Garterbelt THE WORST ALBUM』を発売、2011年07月19日付のオリコンデイリーアルバムランキングで9位を記録。iTunes Storeでは、アニメアルバムランキングで第1位を記録。

| 枚 | リリース       | タイトル                                                 | 規格 | 販売生産番号 | 週間順位 | ゴールド |
| -- | -------------- | -------------------------------------------------------- | ---- | ------------ | -------- | -------- |
| 0  | 2010年12月29日 | Panty & Stocking with Garterbelt The Original Soundtrack | CD   | VTCL-60236   | 10位     |          |
| 0  | 2011年7月20日  | Panty & Stocking with Garterbelt THE WORST ALBUM         | CD   | VTCL-60264   | 24位     |          |

- カゲロウプロジェクト『メカクシティアクターズ』（2014年）
  - 音楽にて参加。
- 『宇宙パトロールルル子』（2016年、トリガー）
  - ED曲「TeddyLoid feat.ボンジュール鈴木:Pipo Password」を提供。
- 『マクロスΔ』（2016年、サテライト）
  - 挿入歌「おにゃの子♡girl」を提供。
- 『18if』（2017年、ゴンゾ）
  - OP主題歌 TeddyLoid「Red Doors feat. 米良美一」
  - 第2話ED主題歌「Break The Doors feat. アイナ・ジ・エンド (BiSH)」
  - 第11話ED主題歌 「Salvation」
  - 第12話ED主題歌 「白鳥は眠る feat. 米良美一」
  - 第13話ED主題歌 月城遥人（CV - 島﨑信長）「if」（TeddyLoid×じんによるプロデュース。）
- 『東島丹三郎は仮面ライダーになりたい』（2025年、ライデンフィルム[20]）
  - 音楽にて参加。

### アニメ
- 『ME!ME!ME!』（2014年、カラー）
  - TeddyLoid x daoko x スタジオカラーが贈るアニメーションミュージックビデオ
- 『ME!ME!ME! CHRONIC』（2015年、カラー）
  - 2015年5月13日　ドワンゴ/スタジオカラー　オリジナルBGMシリーズ①「日本アニメ（ーター）見本市の世界」に収録。
- 『ファイトリーグ ギア・ガジェット・ジェネレーターズ』（2019年、XFLAG）
  - 全48曲全てを担当。オープニング、エンディング曲は自身のオリジナル曲。
  - 【OP】TeddyLoid - Winners feat. Reol & Giga
  - 【ED】TeddyLoid - N.U.L.L. feat. kradness (Ver.GGG)

### ゲーム
- 『無限∞ナイツ』（2015年1月15日、スクウェア・エニックス）
  - iOS/Android用ゲームアプリで、プロデュースを手掛けるのは、『ドラゴンクエスト』シリーズ等、多くのスクウェア・エニックス作品を手掛けている市村龍太郎。
- 『Caligula2』（2021年6月24日、フリュー）
  - ボス戦楽曲のリミックスを担当。
- 『ライドカメンズ』
  - ゲーム内ミュージックの作曲・編曲を担当。

### 舞台
- WRECKING CREW ORCHESTRA『DOOODLIN』（2015年）
- WRECKING CREW ORCHESTRA『SUPERLOSERZ』（2015-2016年）（宮本亜門演出）
- WRECKING CREW ORCHESTRA『The Land of the Rising Sun』（2016年）
  - 文部科学省、スポーツ庁、文化庁主催の国際会議「スポーツ・文化・ワールド・フォーラム」の文化イベントの一環として上演。宮本亜門演出。市川海老蔵、鈴木亮平、EL SQUADら出演[21][22]。

### ミックスCD
- 2011年4月20日 - THE SUITBOYS a.k.a☆Taku Takahashi（m-flo）のミックスCD『After 5 vol. 1』に「TeddyLoid - FlyAway (Taku Edit)」を収録。
- 2013年3月27日 - m-floのミックスCD『m-flo inside -WORKS BEST V-』に「Fly Away (Taku & TeddyLoid For the Club Edit) / TeddyLoid」を収録。

### CM
- 2010年 - サンスター ステインクリア シリーズ Ora2「深海」篇
- 2016年 - HAL 2016年度TVCM「嫌い、でも、好き」篇 [23]
- 2017年 - ゲーム『Destiny 2』プロモーションムービー「『Destiny 2』Live Action Dance Trailer “Freestyle Playground”」
- ワイヤレススピーカー「SRS-XB40/30/20/10」のプロモーションムービーに楽曲「XTRACTION」を提供

### 音楽ソフト/アプリ
- 2012年9月7日 - クリプトン・フューチャー・メディアから発売されているiPhone/iPad用音楽アプリ “TeddyLoid RINGTONES” にて音源プロデュース。
- 2013年9月18日 - YAMAHAから発売されているiPhone/iPad用音楽アプリ “Mobile Music Sequencer” に、TeddyLoidがプログラミング制作を手掛けた “TeddyLoid / Mobile Conductor Pack” を収録。
- 2013年9月20日 - タイトーから発売されているiPhone/iPad向け音楽ゲーム “GROOVE COASTER ZERO” に配信された「IAクラブラインパック」に、じん(自然の敵P)らと共にTeddyLoidが参加。新プロデュース曲となる「Over Drive」と、リミックス「ワールド・コーリング(TeddyLoid Remix) / じん」の2曲を収録。

### コラボレーション
- 2015年2月20日 - パズル&ドラゴンズ×WRECKING CREW ORCHESTRA - Departure (TeddyLoid Remix)

### その他
- 2011年4月27日 - SOUL'd OUTの18thシングル『and 7』のカップリング曲「カーテンコール」にターンテーブルの音を提供。
- 2011年5月25日 - the GazettEの18thシングル『VORTEX』にてターンテーブル & シンセサイザーの音を提供。
- 2011年10月5日 - the GazettEの5thアルバム『TOXIC』に収録された4曲にてシンセサイザーやProgramming Treatmentを担当。
  - 初回盤のスペシャルアートブックに2ページにわたりライナーノーツを提供。
- 2012年3月14日 - m-floの6thアルバム『SQUARE ONE』に収録された楽曲「So Mama I'd Love to Catch Up, OK?」にアレンジ参加。
- 2012年8月29日 - the GazettEの6thアルバム『DIVISION』に収録された楽曲、[XI]、DERANGEMENT、REQUIRED MALFUNCTION、DRIPPING INSANITY、ATTITUDEにアレンジ参加。
- 2012年10月17日 - 江崎グリコが発売しているスナック菓子「ポッキー」のイベント「POKKY CREATORS」の音楽部門にてポッキー×TeddyLoidコラボの新曲を発表。
- 2012年12月18日 - コンビニエンスストア「ローソン」のキャンペーンにてあきこロイドちゃんが歌う、あったか。ほっこり。おでんの歌。にてリミックスを提供。
- 2013年2月27日 - T.M.Revolutionのセルフカバーアルバム『UNDER - COVER 2』に収録された楽曲、「WILD RUSH」にAdditional Arrangedとして参加。
- 2014年9月11日 - HIKAKINのYouTubeチャンネル「ヒカキンゲームズ」のED曲「TeddyLoid - Inception」を担当。

## メディア

### テレビ出演
- 2011年1月30日 - MUSIC ON! TV - BEAT CONNECTION 2010 横浜アリーナ 11.21 @ SOUL'd OUT - LIVE DJ
- 2013年2月28日 - WOWOW：COUNTDOWN JAPAN 12/13 DAY-4 Part2 @ 初音ミク×TeddyLoid
- 2014年9月20日 - テレビ東京：超流派 超流派APPEND
- 2015年5月6日 - フジテレビ：水曜歌謡祭　水曜シンガーズ～アニソン～　TeddyLoidプロデュース
- 2017年3月6日 - テレビ朝日：関ジャム 完全燃SHOW
- 2017年10月16日 - NHK WORLD：J-MELO ライブパフォーマンス&banvoxとのライブセッション。
- 2017年12月22日 - ミュージックステーション：Mステスーパーライブ - HIKAKIN&SEIKIN - 雑草 - LIVE DJ
- 2017年12月31日 - BS日テレ・フジテレビNEXT・ニッポン放送ほか：第1回ももいろ歌合戦
- 2018年12月21日 - ミュージックステーション：Mステスーパーライブ - HIKAKIN&SEIKIN - 今 - LIVE DJ
- 2019年12月27日 - ミュージックステーション：MステウルトラSUPERLIVE - HIKAKIN&SEIKIN - 夢 - LIVE DJ
- 2020年12月25日 - ミュージックステーション：Mステ ウルトラSUPER LIVE2020 - HIKAKIN&SEIKIN - 光 - LIVE DJ

### インタビュー等
- 『キーボード・マガジン』2007年
- 『Myspace From JP. / マイスペース フロム ジェイピー』2009年3月25日 創刊準備号「インタビュー：TeddyLoid」
- ナタリー "無冠の若き帝王"を徹底解剖[24]
- TeddyLoid、ニューアルバム「BLACK MOON RISING」Special Interview[25]
- TeddyLoid×FOXESスペシャル対談、同世代だから話せる等身大の素顔[26]
- TeddyLoid「SILENT PLANET」特集 TeddyLoid×中田ヤスタカ 共鳴し合う2人のゲームチェンジャー [27]
- T米良美一×TeddyLoid「TVアニメ『18if』主題歌集」対談｜カウンターテナー×EDM 共鳴する2つの才能 　[28]

### 芸能・雑誌
- 『BiDaN』2008年11月号「水嶋ヒロのMUSIC ON! MAGAZINE」
- 『&hug』2010年4月号増刊 Vol.1 「人気俳優 プライベート交遊録」
- 『FLOOR net』2010年8月号 *138 P.056
- 『サウンド&レコーディング・マガジン』
  - 2014年2月号 P.076 , 077 「プロが教える ケース別アルペジエイター活用法」
  - 2014年3月号「TeddyLoidが使うLive 9」
  - 2014年10月号 特集「TeddyLoidが指南！ トラック展開のテクニック20」
  - 2015年5・6月号 特集「私の手放せない一品SPECIAL」
  - 2017年1月号 特集「プライベートスタジオ2017」
  - 2021年7月号 特集「ダフト・パンク 1993-2021 フレンチ・デュオが作り上げた 電子のダンス楼閣の軌跡」◎モダン・エレクトロの基礎を築いた先進的感覚～ MATZ×TeddyLoid

### 楽譜
- D City Rock feat.Debra Zeer / TeddyLoid（フェアリー バンド・ピース 1153）
  - ＜タイアップ＞アニメ「パンティ&ストッキングwithガーターベルト」挿入歌

### ニュース
- Wacom NextBeat製品発表会@代官山UNIT
- 「パンティ＆ストッキングｗｉｔｈガーターベルト」サントラがオリコン・週間アルバムランキング１０位
- TeddyLoid×FOXES、日英新世代個性派アーティスト対談公開[29]

### ラジオ
- J-WAVE「Hello World」2012/11/22
- ジョン・カビラがパーソナリティを勤める「KIRIN ICHIBAN SHIBORI ONE AND ONLY」にゲスト出演。2015/08/31

### DVD
- Diggy-MO' 2nd アルバム『Diggyism II』 Disc2のDiggy-MO's Documentary In-store LIVE 2009にLIVE DJとして出演。
- SOUL'd OUT 18th シングル 『and 7』 に横浜アリーナと渋谷WWWでのLIVE映像を収録。TeddyLoidがLIVE DJとして出演。
- 西武ドームで行われたももいろクローバーZの2Daysライブ、「ももいろクローバーZ 春の一大事 2013 西武ドーム大会 星を継ぐもも 」の模様を収録したBD/DVD『ももいろクローバーZ 春の一大事 2013 西武ドーム大会～星を継ぐもも vol.1 / vol.2 Peach for the Stars～』TeddyLoidがオープニング音楽を担当し、LIVE DJとして巨大ステージ上にも登場した。